# William Collier Jr.
Pour les articles homonymes, voir Collier (homonymie) et William Collier.
William Collier Jr. (né le 12 février 1902 à New York, et mort le 5 février 1987 à San Francisco, en Californie) est un acteur, producteur et scénariste américain.

## Biographie
Il est le fils adoptif de l'acteur, dramaturge et metteur en scène William Collier Sr. (1864-1944).

## Filmographie

### Comme acteur
- 1915 : Never Again
- 1916 : The Bugle Call : Billy
- 1916 : Willie's Wobbly Ways
- 1919 : Fatty cabotin (Back Stage)
- 1920 : The Servant Question : Jack Merrick
- 1920 : The Soul of Youth de William Desmond Taylor : Dick Armstrong
- 1920 : Everybody's Sweetheart : John
- 1921 : The Heart of Maryland (en) : Lloyd Calvert
- 1921 : The Girl from Porcupine : Jim McTvish
- 1921 : At the Stage Door de Christy Cabanne : Arthur Bates
- 1922 : Cardigan (en) : Michael Cardigan
- 1922 : The Good Provider : Izzy Binswanger
- 1922 : Secrets of Paris : François
- 1923 : Les Ennemis de la femme (Enemies of Women) d'Alan Crosland : Gaston
- 1923 : Sinner or Saint : Young Artist
- 1923 : Loyal Lives : Terrence
- 1923 : The Age of Desire de Frank Borzage : Ranny (age 21)
- 1923 : Le Vertige du plaisir (Pleasure Mad) de Reginald Barker : Howard Benton
- 1924 : Leave It to Gerry : Dan Forbes
- 1924 : Fools' Highway : Max Davidson
- 1924 : L'Aigle des mers (The Sea Hawk) de Frank Lloyd : Marsak
- 1924 : Wine of Youth : Max
- 1924 : The Mine with the Iron Door : Chico
- 1924 : Jackie romancière (en) (Great Diamond Mystery) de Denison Clift : Perry Standish
- 1924 : Le Phare qui s'éteint (The Lighthouse by the Sea) de Malcolm St. Clair : Albert Dorn
- 1925 : Le Cargo infernal (The Devil's Cargo) de Victor Fleming : John Joyce
- 1925 : The Reckless Sex : Juan
- 1925 : The Verdict : Jimmy Mason
- 1925 : Playing with Souls : Matthew Dale Jr.
- 1925 : Domination (Eve's Secret) de Clarence G. Badger : Pierre
- 1925 : Le Fils prodigue (The Wanderer) : Jether
- 1926 : The Lucky Lady : Clarke
- 1926 : The Rainmaker de Clarence G. Badger : Bobby Robertson
- 1926 : Sultane (The Lady of the Harem) de Raoul Walsh : Rafi
- 1926 : God Gave Me Twenty Cents : Barney Tapman
- 1926 : Just Another Blonde : Kid Scotty
- 1927 : The Broken Gate : Don Lane
- 1927 : Appartement vacant (Backstage) : Owen Mackay
- 1927 : Convoy : John Dodge
- 1927 : The Sunset Derby : Jimmy Burke
- 1927 : Dearie : Stephen, her son
- 1927 : Stranded : Johnny Nash
- 1927 : The Desired Woman : Lieutenant Larry Trent
- 1927 : The College Widow : Billy Bolton
- 1928 : Un punch à l'estomac (So This Is Love?) de Frank Capra : Jerry McGuire
- 1928 : The Tragedy of Youth : Dick Wayne
- 1928 : A Night of Mystery : Jérôme D'Egremont
- 1928 : The Lion and the Mouse de Lloyd Bacon : Jefferson Ryder
- 1928 : La Candidate (Women They Talk About) : Steve Harrison
- 1928 : Beware of Bachelors : Ed, the husband
- 1928 : The Floating College : George Dewey
- 1929 : The Red Sword (en) : Paul
- 1929 : One Stolen Night : Bob
- 1929 : La Naissance d'un empire (Tide of Empire), d'Allan Dwan : Romauldo Guerrero
- 1929 : Hardboiled Rose : Edward Malo
- 1929 : L'Affaire Donovan (The Donovan Affair) : Cornish
- 1929 : The Bachelor Girl, de Richard Thorpe : Jimmy
- 1929 : Nouvelle - Orléans (New Orleans) : Billy Slade
- 1929 : Two Men and a Maid : Jim Oxford
- 1929 : The College Coquette : Tom
- 1929 : The Show of Shows
- 1930 : Melody Man : Al Tyler
- 1930 : Lummox : Wally Wallenstein
- 1930 : A Royal Romance : John Hale
- 1930 : New Movietone Follies of 1930 : Conrad Sterling
- 1930 : Rain or Shine : Bud Conway
- 1931 : Reducing : Johnnie Beasley
- 1931 : Le Petit César (Little Caesar) de Mervyn LeRoy : Tony Passa
- 1931 : La Ruée vers l'Ouest (Cimarron) de Wesley Ruggles : The Kid
- 1931 : Broadminded : Jack Hackett
- 1931 : Bought : Reporter
- 1931 : Scène de la rue (Street Scene), de King Vidor  : Sam Kaplan
- 1931 : The Big Gamble : Johnnie Ames
- 1931 : Sporting Chance (en) d'Albert Herman : Terry Nolan
- 1931 : Soul of the Slums : Jerry Harris
- 1931 : The Secret Witness (en) de Thornton Freeland : Arthur Jones aka Casey
- 1932 : Exposed d'Albert Herman
- 1932 : Les Danseurs dans la nuit (Dancers in the Dark) de David Burton : Floyd Stevens
- 1932 : The County Fair (en) : Jimmie Dolan
- 1932 : L'Express fantôme (The Phantom Express) : Bruce Harrington
- 1932 : The Fighting Gentleman : Jack Duncan aka The Fighting Gentleman
- 1932 : Hors-bord C-67 (Speed Demon) de D. Ross Lederman : 'Speed' Morrow
- 1932 : Behind Jury Doors : Steve Mannon
- 1933 : Amour et Sténographie (Public Stenographer) de Lewis D. Collins : James 'Jimmy' Martin Jr.
- 1933 : File 113 (en) : Prosper Botomy
- 1933 : Forgotten de Richard Thorpe : Joseph Meyers
- 1933 : The Story of Temple Drake : Toddy Gowan
- 1933 : Her Secret : Johnny
- 1935 : The People's Enemy : Tony Falcone

### Comme producteur
- 1946 : London folies (London Town)
- 1949 : Paper Orchid
- 1954 : The Adventures of Falcon (série TV)